# Mercury Park Lane
Mercury Park Lane – samochód osobowy klasy pełnowymiarowej produkowany pod amerykańską marką Mercury w latach 1958 – 1960 i 1964 – 1968.

## Pierwsza generacja

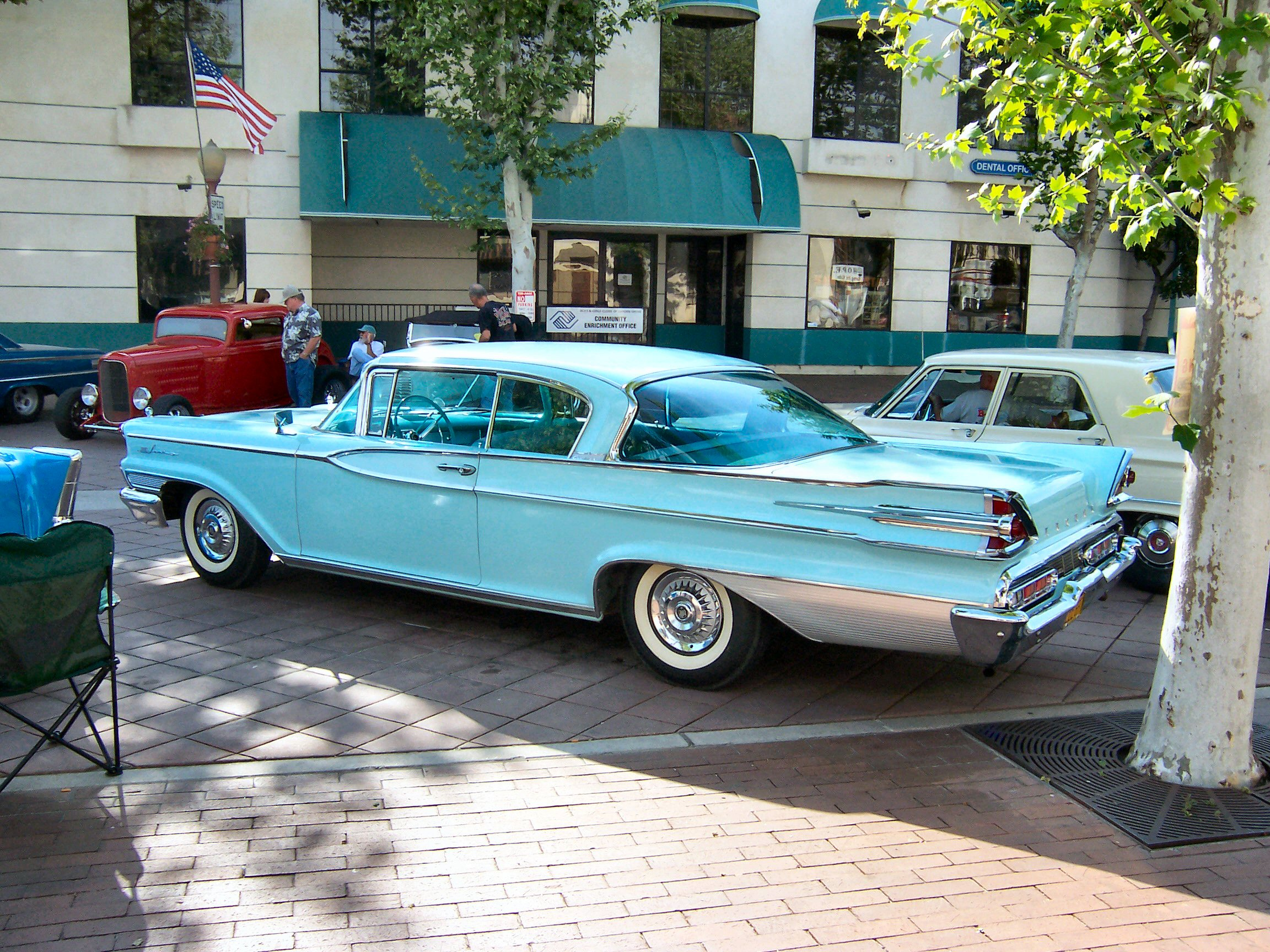
Mercury Park Lane I - tył

Mercury Park Lane I został zaprezentowany po raz pierwszy w 1958 roku.
Pod koniec lat 50. XX wieku Mercury przedstawiło nowy, pełnowymiarowy model Park Lane, który w dotychczasowej ofercie zastąpił luksusowe modele Turnpike Cruiser oraz Voyager, zyskując równie rozłożystą i awangardowo stylizowaną sylwetkę, co poprzednik. 
Charakterystycznym elementem wyglądu była chromowana atrapa chłodnicy biegnąca przez całą szerokość pasa przedniego, a także dwukolorowe malowanie nadwozia i zaokrąglone zabudowania reflektorów.

### Silnik
- V8 7.0l MEL

## Druga generacja

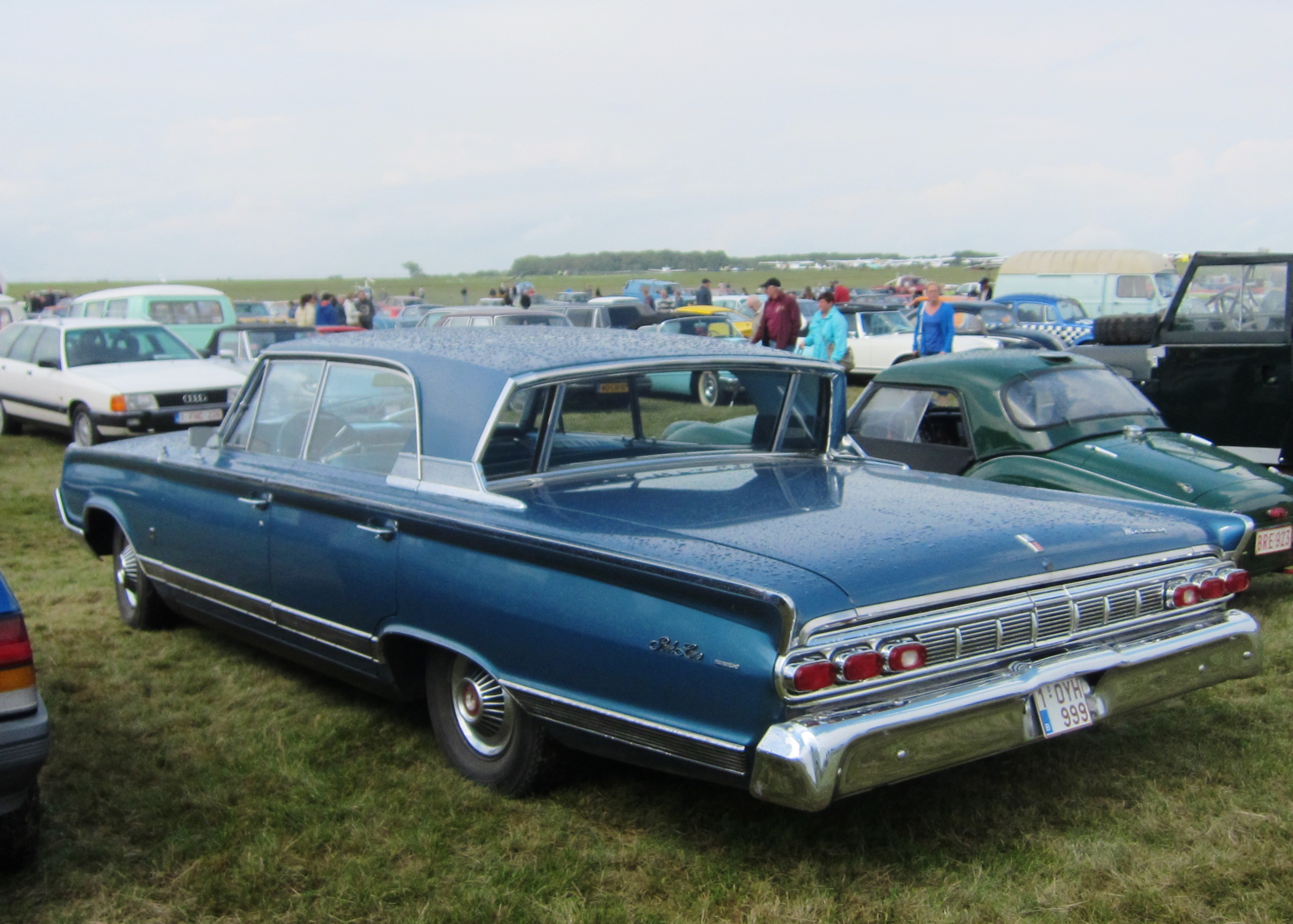
Mercury Park Lane II - tył

Mercury Park Lane II został zaprezentowany po raz pierwszy w 1964 roku.
Po czteroletniej przerwie, Mercury wznowił produkcję modelu Park Lane, prezentując zupełnie nową, drugą generację tego pełnowymiarowego modelu. Zgodnie z nowym językiem stylistycznym marki, samochód zyskał znacznie bardziej stonowane kształty nadwozia z licznymi kanciastymi akcentami, szczególnie widocznymi w błotnikach. Przedni pas wyróżniała prostokątna, chromowana atrapa chłodnicy i podwójne, okrągłe reflektory.

### Silnik
- V8 6.7l
- V8 7.0l